# Slavko Vraneš
Slavko Vraneš (serbisch-kyrillisch Славко Вранеш; * 30. Januar 1983 in Pljevlja, SFR Jugoslawien) ist ein ehemaliger montenegrinischer Basketballspieler. Mit seiner Größe von 2,26 m war er während seiner Laufbahn einer der weltweit größten professionellen Basketballspieler. In seiner Jugend- und Juniorenzeit spielte er für verschiedene Vereine in seinem Heimatland und der Türkei. 2003 sicherten sich die New York Knicks beim Draftverfahren der NBA die Rechte an dem Innenspieler, Vraneš bestritt im Januar 2004 für die Portland Trail Blazers seinen einzigen NBA-Einsatz. Anschließend kehrte er in seine Heimat zurück und spielte sechs Jahre in Serbien und Montenegro. In der Saison 2010/11 stand er bei UNICS Kasan in Russland unter Vertrag und gewann mit der Mannschaft 2011 den Eurocup. Später spielte er im Iran. Bei der Endrunde der Basketball-Europameisterschaft 2011 in Litauen war er für die montenegrinische Basketballnationalmannschaft im Einsatz.

## Karriere
Seit 1997 befand sich Vraneš in der Ausbildung bei KK FMP Železnik Belgrad. Im Jahr 2000 nahm er an Probetrainingseinheiten in der Türkei und wurde von Efes Pilsen SK Istanbul verpflichtet, die ihn jedoch nicht in Meisterschaftsspielen einsetzten. Im Januar 2001 absolvierte Vraneš acht Spiele für KK Budućnost Podgorica in der neu geschaffenen Adriatische Basketballliga (ABA-Liga). Anschließend kehrte er in die Türkei zurück und wurde an den türkischen Zweitligisten aus Antalya ausgeliehen. In der Saison 2002/03 war er wieder für KK Budućnost im Einsatz. Beim NBA-Draft 2003 wählten ihn die New York Knicks als insgesamt 39. Spieler aus, setzten ihn der darauffolgenden Saison nicht ein, sonst ließen ihn auf die Verletztenliste eintragen. Ende Dezember 2003 entließ man Vraneš schließlich aus dem Vertrag und dieser unterschrieb schließlich einen Zehntagesvertrag bei den Portland Trail Blazers, für die er bei einem Einsatz knapp drei Minuten auf dem Feld stand. Damit sicherte sich Vraneš einen Eintrag in die Liste der zehn größten NBA-Spieler.
Ende Januar 2004 unterschrieb Vraneš schließlich einen Vertrag bei KK Crvena zvezda (dt.: KK Roter Stern) in Belgrad einen Vertrag, wo er wiederum nur in der ABA eingesetzt wurde. In der folgenden Spielzeit kehrte er in die montenegrinische Hauptstadt Podgorica zurück und spielte die folgenden drei Spielzeiten für KK Budućnost, mit dem er nach der Trennung von Serbien in der Premierensaison der montenegrinischen Meisterschaft das nationale Double gewann. Anschließend wurde er vom serbischen Serienmeister KK Partizan Belgrad verpflichtet, mit denen er dreimal in Folge das Triple aus nationaler Meisterschaft und Pokalgewinn sowie Meisterschaft der ABA gewann. In der höchsten europäischen Spielklasse EuroLeague schied man zweimal in den Viertelfinal-Play-offs aus, bevor man in der EuroLeague-Saison 2009/10 das in Paris ausgetragene Final Four erreichte, erstmals seitdem die Euroleague unter dem Dach der ULEB stattfand. Beim Endturnier selbst verlor man unglücklich beide Spiele nach Verlängerung und wurde Vierter.
Für die Saison 2010/11 wechselte er zum russischen Verein UNICS Kasan, mit dem er in der Saisonhauptrunde in der russischen PBL den ersten Platz belegen konnte. In der Halbfinalserie der Play-offs scheiterte man an BK Chimki und besiegte in einer Serie um den dritten Platz Lokomotiw Kuban aus Krasnodar. Auch in der rein osteuropäischen VTB United League 2011 scheiterte man im Halbfinale am späteren Titelträger BK Chimki und wurde Dritter nach einem Sieg über den ukrainischen Meister BK Asowmasch Mariupol. Dafür war man letztendlich im Eurocup siegreich und erreichte mit dem Titelgewinn den größten internationalen Erfolg des Vereins. Vraneš selbst wurde nach der Zwischenrunde im Eurocup nicht mehr eingesetzt. Mit der montenegrinischen Nationalmannschaft nahm Vraneš an der EM-Endrunde 2011 in Litauen teil, wo man nach einem Auftaktsieg in der Verlängerung gegen den späteren Halbfinalisten Mazedonien die restlichen vier Vorrundenspiele verlor und frühzeitig ausschied.
In der Saison 2011/12 spielte er für den iranischen Verein Sanaye Petrochimi aus Bandar-e Mahschahr an der Golfküste. Für die Play-offs der iranischen Meisterschaft wechselte er zum Titelverteidiger Mahram aus der Hauptstadt Teheran. Nachdem er in der Saison 2012/13 nur zum Saisonende hin für den serbischen Verein KK Metalac Valjevo gespielt hatte, wechselte er zur Saison 2013/14 erneut in den Iran zu Zob Ahan aus der Stadt Isfahan. Er spielte bis 2018, zum Abschluss wieder in Valjevo.